# 陈仁炳
陈仁炳（1909年12月15日—1990年12月9日），中国湖北省武昌人，基督教人士陈崇桂之子。中国历史学家，中华人民共和国成立后曾任上海市政协副秘书长，民盟中央委员。1957年被打为右派。

## 生平

### 早年经历
陈仁炳幼年在湖北荆州就读瑞典行道会所办的教会小学，1925年去北京，就读于基督教美以美会（美国差会）创办的北京汇文中学。1928年去上海，入读基督教美北浸礼会和美南浸信会联合创办的沪江大学。后赴美留学，1934年與第一任妻子刘明君結婚，1936年获得美国密执安大学哲学博士。
回国后曾任上海圣约翰大学教授兼文学院院长，1945年11月加入民盟。1947年与民盟盟员共同创办《展望》杂志。1949年3月，解放军渡江前夕，陈仁炳出版有文集《走向民主社会》，严厉批评国民党统治。

### 新中国成立后
中华人民共和国成立后，担任复旦大学历史系教授。1957年划为右派前，还兼任上海市政协副秘书长，民盟中央委员。他提出“反对乡原态度，提倡贾谊精神”。陈仁炳在时任《解放日报》总编辑张春桥所写的题为《陈仁炳的“另外一条道路”是什么？》的文章中被点名，后来又在毛泽东《打退资产阶级右派的进攻》一文中被点名。
1978年4月，陈仁炳右派分子帽子被摘，但並未被平反，其依舊為5名中央级未获改正的右派之一，也是5人当中唯一一个活着看到自己没有被平反的人。中共十一届三中全会后，陈仁炳先後擔任民盟中央第五届中央委员、第六届民盟中央参议委员会委员、民盟上海市委员会第九届委员会顾问。
1990年12月9日，陈仁炳在上海去世，享年81岁。

## 家庭
陈仁炳與第一任妻子刘明君育有兩名女兒，與刘明君因誤會而分開，二人長期分隔兩地，遂在60年代離婚，與刘明君之間的誤會成為陈仁炳人生中的一大遺憾；两个孩子在文化大革命前已隨刘明君移民美国。
1964年1月19日再婚，第二任妻子為陈蕴辉，二人又育有两个孩子。